# Rabbi
Rabbi és un municipi italià, dins de la província de Trento. L'any 2007 tenia 1.412 habitants. Limita amb els municipis de Bresimo, Commezzadura, Malè, Martell (BZ), Mezzana, Peio, Pellizzano, Ulten (BZ).

## Geografia
Les seves principals frazioni són, en l'ordre en què es troben a la vall: Pracorno (Pracorn), San Bernardo (San Bernatt) (centre administratiu de la ciutat), Piazzola (Plazölô) i Rabbi Fonti (Le Aque, seu dels banys de Rabbi).
Més de la meitat del municipi del Rabbi està inclòs al Parc Nacional de l'Stelvio i proveeix l'entrada sud del parc. La vall és travessada pel torrent Rabbies que a Malè desemboca al Noce.
Coincideix amb la Val di Rabbi, una vall lateral de la Val di Sole, que s'estén uns deu quilòmetres al nord-oest de Malè. La vall de Rabbi és una refrescant i tranquil·la vall alpina. La seva conformació purament alpina la converteix en una de les valls més suggerents del Trentino, caracteritzades per les àmplies pastures, boscos verds i innombrables masi, edificis rurals típics de fusta.

## Història

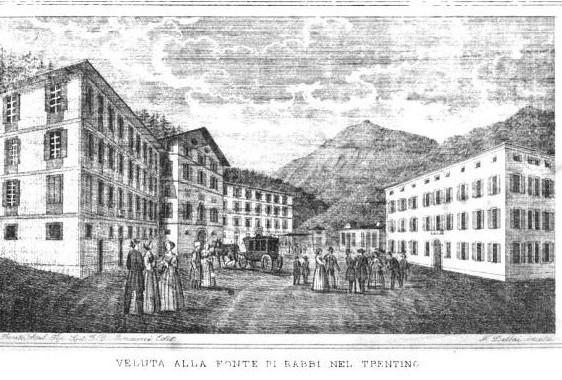
Edificis de la Fonte di Rabbi en una imatge anterior a 1868

Les primeres notícies de la vall de Rabbi apareixien quan, segons la llegenda, un pastor va descobrir les aigües curatives de la font el 1650. El pastor va poder observar com les seves cabres, després de veure l'aigua miraculosa, varen començar a fer més i més bona llet i a tenir una llana més lúcida del normal.
Sembla que les fonts van començar a agafar fama de seguida, ja que el 1666 el professor Antonio Plauderbach, de Colònia, la va visitar i en va escriure una monografia amb el títol De admirando Dei dono: sive de facultatibus acidularum in Valle Solis Episcopatus Tridenti repertarum. Quatre anys més tard, el metge de Brescia G. Passí va publicar el crepuscle Nova apparitio saluberrimi acidularum Fontis in Valle Rabbi. Poc després, va aparèixer un tractat sobre el tractament i profilaxi de les aigües de Rabbi compilat pel físic G. Tessari de Trento.
Al costat de la font hi ha el Grand Hotel Rabbi i un centre d'informació des d'on comença una xarxa de camins per l'Stelvio, amb alguns d'ells que connecten a la Val Martello, al Tirol del Sud.